# Sin tapujos
Sin tapujos fue un programa de televisión de Intereconomía TV.
Sus emisiones comenzaron en el año 2012 en sustitución del programa deportivo Punto pelota. Se trataba de un programa de entrevistas y estaba presentado por el periodista de origen navarro Eduardo García Serrano.